# Georges-Hilaire Dupont
Georges-Hilaire Dupont OMI (*  16. November 1919 in Virey, Frankreich; † 29. Januar 2020 in Saint-Hilaire-du-Harcouët) war ein französischer Ordensgeistlicher und römisch-katholischer Bischof von Pala im Tschad.

## Leben
Georges-Hilaire Dupont empfing am 9. Mai 1943 in La Brosse-Montceaux (Seine-et-Marne) das Sakrament der Priesterweihe für den Orden der Oblaten. Dann wurde er für den obligatorischen Arbeitsdienst in Österreich angefordert, kehrte zurück und wurde 1946 in den Tschad geschickt, in eine Region, in der es vorher keinen Missionar gab.
Am 16. Januar 1964 wurde er von Papst Paul VI. zum Bischof der Diözese Pala im Tschad ernannt. Der Erzbischof von Fort-Lamy Paul-Pierre-Yves Dalmais SJ spendete ihm am 1. Mai desselben Jahres die Bischofsweihe; Mitkonsekratoren waren Armand Clabaut OMI, Apostolischer Koadjutorvikar von Churchill-Baie d’Hudson, und Yves-Joseph-Marie Plumey OMI, Bischof von Garoua. Als Bischof nahm er von 1962 bis 1965 am Zweiten Vatikanischen Konzil teil. 
Fast 30 Jahre sorgte er dort für eine christliche Präsenz inmitten des tschadischen Volkes und der französischen Kolonisten in einem Gebiet mit großem islamischem Einfluss. 1973 war er für sein missionarisches und humanitäres Engagement zum Ritter der Ehrenlegion erhoben worden.
Bischof Dupont setzte sich unermüdlich für die Inkulturation der Kirche und für eine Afrikanisierung der Liturgie ein. Er gestattete den Priestern seines Bistums, anstelle von Hostien aus Weizenmehl solche aus Hirsemehl zu konsekrieren. Dies empörte Mitarbeiter der Kurie. Er wurde dazu verpflichtet, Papst Paul VI. seinen Rücktritt anzubieten, der ihn am 28. Juni 1975 entpflichtete. Zuvor hatte er Bischof Dupont den Papst vergeblich gebeten, ihm zu gewähren, seine Beweggründe darlegen zu dürfen. Nach außen ließ die Kurie verlauten, dass sein Rücktritt aus gesundheitlichen Gründen geschehen sei.
Altbischof Dupont war nach seinem erzwungenen Rücktritt bis 2004 als Landpriester und Seelsorger tätig, und zwar im Département Seine-Maritime, im Département Vaucluse und auf Korsika.